# روجر نيلسون (موسيقي)
روجر نيلسون (بالسويدية: Roger Nilsson)‏ هو موسيقي سويدي، ولد في 19 أبريل 1973.

## وصلات خارجية
- روجر نيلسون على موقع ميوزك برينز (الإنجليزية)
- روجر نيلسون على موقع أول ميوزيك (الإنجليزية)
- روجر نيلسون على موقع ديسكوغز (الإنجليزية)